# Paris-Bourges 1917
Paris-Bourges 1917 est la 2e édition de la course cycliste Paris-Bourges.
Elle se déroule le 14 juillet 1917 entre Villeneuve-Saint-Georges (Seine-et-Oise) et Bourges (Cher), sur une distance de 221 kilomètres.
Cette deuxième édition est organisée pendant la Première Guerre mondiale, la course ne s'est pas déroulée en 1914, 1915 et 1916. Après cette édition, elle ne reprendra qu'en 1922.

## Présentation
La deuxième édition de Paris-Bourges est organisée par l'Union vélocipédique de France.

### Parcours
La course n'est pas lancée de Paris mais de Villeneuve-Saint-Georges et traverse le territoire de trois départements : Seine-et-Oise, Loiret et Cher.
| Communes ou localité     | Département   | km  | Remarque                                  |
| ------------------------ | ------------- | --- | ----------------------------------------- |
| Villeneuve-Saint-Georges | Seine-et-Oise | 0   | Départ à 8h25 au Réveil-Matin             |
| Draveil                  | Seine-et-Oise |     |                                           |
| Corbeil                  | Seine-et-Oise |     |                                           |
| Mennecy                  | Seine-et-Oise |     |                                           |
| Fontenay-le-Vicomte      | Seine-et-Oise |     |                                           |
| Ballancourt              | Seine-et-Oise |     |                                           |
| Baulne                   | Seine-et-Oise |     |                                           |
| La Ferté-Alais           | Seine-et-Oise |     |                                           |
| Vayres                   | Seine-et-Oise |     |                                           |
| Maisse                   | Seine-et-Oise |     |                                           |
| Gironville               | Seine-et-Oise |     |                                           |
| Boigneville              | Seine-et-Oise |     |                                           |
| Malesherbes              | Loiret        |     | contrôle volant                           |
| Puiseaux                 | Loiret        |     |                                           |
| Beaumont-en-Gâtinais     | Loiret        |     |                                           |
| Bordeaux-en-Gâtinais     | Loiret        |     |                                           |
| Corbeilles-en-Gâtinais   | Loiret        |     |                                           |
| Mignères                 | Loiret        |     |                                           |
| Montargis                | Loiret        |     | contrôle fixe                             |
| Mormant-sur-Vernisson    | Loiret        |     |                                           |
| Nogent-sur-Vernisson     | Loiret        |     |                                           |
| Gien                     | Loiret        |     | contrôle volant                           |
| Argent-sur-Sauldre       | Cher          |     |                                           |
| Aubigny-sur-Nère         | Cher          |     |                                           |
| La Chapelle-d'Angillon   | Cher          |     |                                           |
| Saint-Georges-sur-Moulon | Cher          |     |                                           |
| Fussy                    | Cher          |     |                                           |
| Bourges                  | Cher          | 221 | Arrivée au plateau de la Butte d'Arlechet |

## Classement final
La course est remportée par le Belge Charles Juseret.
| \| Classement général \| Classement général \| Classement général \| Classement général \| Classement général \| \| Coureur \| Coureur \| Pays \| Équipe \| Temps \| \| ------------------ \| ------------------ \| ------------------ \| ------------------ \| ------------------ \| \| 1er \| Charles Juseret \| Belgique \| \| 4 h 36 min 00 s \| \| 2e \| Hubert Noel \| Belgique \| \| \| \| 3e \| Eugène Platteau \| Belgique \| \| \| \| 4e \| Armand Lemée \| France \| \| \| \| 5e \| Honoré Barthélémy \| France \| \| \| \| 6e \| Marcel Gagnebain \| France \| \| \| \| 10e \| José Pelletier \| France \| \| \| |                   |          |        |                 |
| |                   |          |        |                 |
| |                   |          |        |                 |
| Classement général |                   |          |        |                 |
| Coureur | Coureur           | Pays     | Équipe | Temps           |
| 1er | Charles Juseret   | Belgique |        | 4 h 36 min 00 s |
| 2e | Hubert Noel       | Belgique |        |                 |
| 3e | Eugène Platteau   | Belgique |        |                 |
| 4e | Armand Lemée      | France   |        |                 |
| 5e | Honoré Barthélémy | France   |        |                 |
| 6e | Marcel Gagnebain  | France   |        |                 |
| 10e | José Pelletier    | France   |        |                 |

### Ouvrage
- Christian Benz, Le Paris Bourges : les 100 ans d'une classique, Marivole, 4 octobre 2013, 192 p. (EAN 9782365750691).